# Дмитро Дяченко (актор)
Дмитро Дяченко (11 квітня 1968, Сан-Франциско, США — 21 квітня 2020, Дейтона-Біч, США) — американський актор та музикант українського походження.

## Біографія
Народився в родині українського емігранта і американки з грецьким і шведським корінням. З восьми років грав на класичній гітарі та став лауреатом багатьох конкурсів і автором чотирьох альбомів. З 1997 року Дмитро Дяченко почав зніматися у кіно. Його фільмографія налічує більше чотирьох десятків фільмів і серіалів, серед яких такі відомі як «Солдат Джейн», «Індіана Джонс і королівство кришталевого черепа», «C.S.I.:Місце злочину Маямі», «Кістки», «Чорна мітка», «Сини анархії». Голосом Дяченка говорять персонажі багатьох мультфільмів і комп'ютерних ігор.[які?]

## Фільмографія

### Кіно
- Солдат Джейн / GI Jane (1997) — стажер
- The Settlement (1999)
- Love Made Easy (2006) — гравець у покер
- Клуб Геніїв / The Genius Club (2006) — Джейсі Механік
- Примітна міць / Remarkable Power (2008) — Іван
- Будь кмітливим / Get Smart (2008) — російський посадовець
- Індіана Джонс і королівство кришталевого черепа / Indiana Jones and the Kingdom of the Crystal Skull (2008) — радянський солдат
- Палаючі пальми / Burning Palms (2010) — Боб
- Щоденники Чорнобиля / Chernobyl Diaries (2012) — Юрій
- Загін Героїв / Company of Heroes (2013) — Іван Позарський
- Вони спостерігають / They're Watching (2016) — Володимир Філат

### Серіали
- Діагноз: вбивство / Diagnosis: Murder (1997) — Карл
- Total Security (1997) — тілоохоронець
- Вокер, техаський рейнджер / Walker, Texas Ranger (1999) — Роберт Джексон
- Золоті крила Пенсаколи / Pensacola: Wings of Gold (1999) — Антон Марісович
- V.I.P. (2000) — епізод
- Дика сімейка Тонберів / The Wild Thornberrys (2001) — бобер (озвучка)
- Криміналісти: мислити як злочинець / Criminal Minds (2007) — Льов Лісовський
- Чорна мітка / Burn Notice (2007) — Борис
- The Riches (2008) — росіянин
- Без сліду / Without a Trace (2008) — Юрій Овсенко
- C.S.I.:Місце злочину Маямі / CSI: Miami (2009) — Ендрю
- Гріфіни / Family Guy (2009) — озвучка
- Сини анархії / Sons of Anarchy (2011)
- Кістки / Bones (2014) — Дмитро Романов

### Комп'ютерні ігри
- Medal of Honor: European Assault — фонові голоси
- Quake 4 — Следж
- Iron Man — Титанова Людина / російські солдати
- Command & Conquer: Red Alert 3 — Олег Водник
- Call of Duty: World at War — Комісар
- Call of Duty: Black Ops — фонові голоси
- Aion — фонові голоси
- Wolfenstein — Агент Золотої Зорі / офіцер вермахту / агент чорного ринку
- Uncharted 2: Among Thieves — сербські солдати
- Spider-Man: Shattered Dimensions — Піщана людина
- Call of Duty: Black Ops — спецназ
- Uncharted 3: Drake's Deception — сербські солдати
- Call of Duty: Black Ops II — фонові голоси
- Tomb Raider — Солярій
- Metro: Last Light — Генсек Москвін
- The Last of Us — фонові голоси
- Evolve — Макаров
- Fallout 4 — Вадим Бобров